# Эккехард II (маркграф Мейсена)
Эккехард (Экхард) II (нем. Ekkehard II или Eckhard II; ум. 24 января 1046) — маркграф Мейсена и граф Хутици с 1032, маркграф Саксонской Восточной марки с 1034, сын Эккехарда I и Сванехильды. Эккехард сначала был соправителем брата Германа I, а после его смерти в 1038 году — единоличным правителем Мейсена. Последний представитель династии Эккехардинеров.

## Биография
В 1009 году, когда его брат Герман поссорился с братом их отца Гунцелином, Эккехард поддержал брата. Гунцелин совершил неудачную попытку захватить город Стрелу, защищаемый воинами Германа и Эккехарда. После этого их дядя сжег город Рохлиц, расположенный на реке Мульде и плохо обороняемый. В ответ Герман и Эккехард внезапно окружили с большим отрядом замок Гунцелина (предположительно Альтенбург), который лежал на реке Заале, хорошо укрепленный и защищенный весьма любимый Гунцелином, который он укрепил гарнизоном и стенами. Братья взяли его штурмом, разрушили и сравняли с землей.
19 ноября 1034 года людьми Эккехарда II был убит маркграф Саксонской Восточной марки Дитрих II фон Веттин, женой которого была сестра Эккехарда Матильда. Мотивы убийства неизвестны, но возможно Эккехард был недоволен усилением власти Дитриха. В итоге Эккехард присоединил к своим владениям Лужицкую марку.
В 1040 году вместе с Бардо, архиепископом Майнца, возглавлял тюрингскую армию, которая с севера атаковала Чехию Бржетислава I, но первоначально удачное наступление закончилось не вполне успешно, а армия императора Генриха III была разгромлена под Кульмом. В 1041 году, после объединения армий и наступления на Прагу, Бржетислав I признал, при посредничестве Эккерхарда, себя вассалом императора.
Эккехард обладал большой военной мощью и был верным сторонником императоров Конрада II и Генриха III. Император Генрих в документе 1041 года назвал Эккехарда II «вернейшим из верных». В конфликте брата с епископом Мерзебурга Титмаром за право использования леса в Рохлице в охотничьих целях Эккехард поддерживал Германа. В 1029 году Герман и его брат Эккехард пошли навстречу желанию Конрада II и перенесли резиденцию Цайцского епископства в Наумбург, после чего епархия получила своё современное имя Наумбург-Цайц. В Наумбурге также была построена церковь, куда братья перенесли останки отца. Эккехард умер бездетным в 1046 году. Согласно «Альтайхским анналам», после смерти Эккехарда II император передал Деди в лен две из трёх марок, которыми владел Эккехард. В состав переданных Деди марок входили Лужицкая, Тюрингская и территории Цайцской и Мерзебургской марок. Мейсенская марка позже была передана графу Веймара Вильгельму IV, пасынку Деди.

## Брак
Жена: Ута (Ода) (1000 — 23 октября до 1046), дочь графа Балленштедта Адальберта и Хидды, сестра графа Эзико Балленштедтского. Детей не было.